# Monte Pangasugan
Monte Pangasugan es una montaña en la provincia de Leyte en Filipinas. Se encuentra a unos 1.150 metros (3.770 pies) de altura, y está situado al norte de la ciudad de Baybay. La montaña tiene una alta densidad de vegetación, es muy empinada, y constituye el hogar de un número considerable de especies de plantas y animales. Se le ha llamado "la última frontera del bosque en las Visayas orientales". Situado en la montaña de selvas vírgenes lluviosas, se encuentra el Ecoparque del Monte Pangasugan.